# Saint-Aubin-des-Ormeaux
Saint-Aubin-des-Ormeaux is een gemeente in het Franse departement Vendée (regio Pays de la Loire) en telt 1150 inwoners (1999). De plaats maakt deel uit van het arrondissement La Roche-sur-Yon.

## Geografie
De oppervlakte van Saint-Aubin-des-Ormeaux bedraagt 12,7 km², de bevolkingsdichtheid is 90,6 inwoners per km².
De onderstaande kaart toont de ligging van Saint-Aubin-des-Ormeaux met de belangrijkste infrastructuur en aangrenzende gemeenten.

## Demografie
Onderstaande figuur toont het verloop van het inwonertal (bron: INSEE-tellingen).

1. ↑  Populations de référence 2022.